# Karmolino-Gidroizki
Karmolino-Gidroizki (russisch Кармолино-Гидроицкий, adygeisch Кармалинэ-Гидроицк) ist ein Dorf (chutor) in Südrussland. Es gehört zur Republik Adygeja und hat 213 Einwohner (Stand 2019). Im Ort gibt es 4 Straßen. Karmolino-Gidroizki liegt 45 km südlich von Koschechabl (dem Verwaltungszentrum des Bezirks) auf der Straße. Schelkownikow ist die nächstgelegene ländliche Ortschaft.